# Ingólfur Sigurðsson
Ingólfur Sigurðsson (ur. 12 lutego 1993) – islandzki piłkarz, pomocnik, od 2010 roku piłkarz klubu młodzieżówki SC Heerenveen. Poprzednio grał w KR Reykjavík gdzie zagrał tylko 3 mecze czyli 20 minut i strzelił jedną bramkę. Po tym roku zainteresował się nim Manchester United, lecz do transferu nie doszło. Latem 2010 roku po raz drugi przeszedł do juniorów SC Heerenveen. Gra w reprezentacji Islandii U-17.